# Липецк (волейбольный клуб)
Липецк (1994—2000 — «Ма́гия», 2000—2008 — «Стино́л», 2008—2016 — «Индези́т», 2016—2018 — «Липецк-Индези́т») — российский женский волейбольный клуб из Липецка. Образован в 2016 году на базе волейбольного клуба «Индезит».

## Достижения
- 4-е место в чемпионате России — 2001.
- Финалист Кубка России — 2001;
  - бронзовый призер Кубка России — 1998.
- Двукратный победитель высшей лиги «А» чемпионата России — 1998, 2020.
- Участник четвертьфинала Кубка Европейской конфедерации волейбола — 2002

## История

### Рождение команды
Волейбольная команда «Ма́гия» была основана в ноябре 1994 года на базе Липецкого медицинского училища.
Команда приняла участие в первенствах области и города 1995 года. Все соперники были повержены тогда со счётом 3:0. Единственной опытной волейболисткой была Елена Данилова.
В 1995 году было решено подать заявку для участия в первенстве России во второй лиге. В июне 1995 года «Магия» приняла участие в турнире, проходившем в городе Орле, где заняла первое место. В сентябре 1995 года был создан волейбольный клуб «Магия», президентом которого стал Игорь Неклюдов.

### 1995—1998
Сезон 1995—1996 годов ознаменовался дебютом липецкой «Магии» в первенстве России по волейболу. Команда заняла 1-е место в турнире второй лиги и также 1-е место в переходном турнире за право играть классом выше.
Сезон 1996—1997. После серьезной селекционной работы из прошлогоднего состава в «Магии» остались капитан команды Вера Пропастина, Марина Кутюкова и Анастасия Щербакова. Команду пополнили сразу 9 волейболисток во главе с новым главным тренером Борисом Фуксом из казахстанского АДК. С обновлённым составом «Магия» легко завоевала путёвку в высшую лигу.
Кроме этого, липецкая команда успешно выступила в Кубке России, попав в финальную стадию (она проходила в липецком ДС «Юбилейный»), где заняла 4-е место.
«Магия» успешно завершила сезон в высшей лиге 1997—1998, заняв первое место в зоне «Запад». Главные события развернулись в финальном турнире, где за две путёвки в суперлигу повели отчаянную борьбу три команды — «Магия», новоуренгойский «Факел» и СКА «Забайкалка» из Читы. Всё решилось в последнем туре, который проходил с 5 по 9 мая 1998 года в Новом Уренгое. Липчанки, выиграв три матча из четырёх, заняли 1-е место в высшей лиге и перешли в суперлигу. Затем «Магия» во второй раз приняла участие в розыгрыше Кубка России и заняла призовое третье место.

### 1998—2008
Осенью 1998 года под руководством нового тренера Юрия Щуплова липецкая команда дебютировала в суперлиге. С ходу попав во второй этап (опередив при этом шестерых старожилов элиты женского российского волейбола), «Магия» заняла там 5-е место. В Липецке состоялся 1-й тур второго этапа чемпионата, где приняли участие шесть лучших команд страны, в том числе «Уралочка» во главе с Н. В. Карполем.
После окончания чемпионата «Магию» ожидали немалые кадровые перемены. Покинули по разным причинам команду тренер Щуплов, а также ряд ведущих игроков. Несколько волейболисток не могли играть из-за травм. Всё это привело к тому, что подопечным нового главного тренера Петра Хилько в чемпионате России 1999—2000 годов не удалось пробиться в шестёрку лучших команд и повести борьбу за медали. Но всё же «Магия» сумела закончить сезон на мажорной ноте, выиграв турнир за 7—12 места.
Чемпионат России 2000—2001 ознаменовался наивысшим достижением липецких волейболисток. Проведя сезон под новым именем — «Стино́л» и с новым тренером — Ришатом Гилязутдиновым (он провёл весь сезон в должности и. о. главного тренера) липчанки впервые попали в финальный турнир суперлиги, где им лишь немного не удалось дотянуться до медалей. Но 4-е итоговое место всё же позволило «Стинолу» завоевать путёвку в европейские кубки. Слагаемыми успешного выступления команды были быстрая в сочетании с необходимой мощью игра в атаке, хороший блок, цепкая защита. Ведущими игроками липецкой волейбольной дружины были связующая Елена Куликова, центральные блокирующие Мария Маслакова (Брунцева), Людмила Дробот (Гилязутдинова), нападающие Анастасия Гуськова, Ольга Устименко (Иванкова), Яна Вамзер, либеро Александра Дзигалюк (Гулевская).
В межсезонье липецкая команда под руководством нового главного тренера Николая Сорогина показала лучший для себя результат в Кубке России, выйдя в финал и уступив лишь хозяйкам финального турнира — волейболисткам ЦСКА.
Самым ярким событием сезона 2001—2002 стали семь матчей «Стинола» в розыгрыше Кубка Европейской конфедерации волейбола (ЕКВ). В квалификационном турнире, который прошёл в липецком ДС «Юбилейный», наши волейболистки с одинаковым счётом 3:0 обыграли соперниц из Турции, Украины и Дании и вышли в 1/8 финала, где по сумме двух матчей оказались сильнее турецкого «Галатасарая». Лишь в четвертьфинале «Стинол» уступил соотечественницам из Балаковской АЭС. А вот в чемпионате России «Стинол» не смог повторить прошлогоднего достижения, заняв в итоге 6-е место.
В сезоне 2002—2003 годов «Стинол» под руководством вновь возглавившего команду Ришата Гилязутдинова повёл борьбу за выход в финальную часть первенства. До последних туров команда держалась в лидирующей группе, но неудачная игра в концовке первенства отодвинула липецкий коллектив за пределы заветной четвёрки — опять 6-е место.
Чемпионат России 2003—2004 для «Стинола» прошёл словно под копирку сезона 1999—2000 годов. Вновь состав команды претерпел значительные перемены — ряд волейболисток покинул команду по различным причинам, некоторые ключевые игроки из-за травм выбыли на различные сроки. Обновлённый коллектив, потеряв много очков на старте, не смог пробиться в шестёрку лучших команд. Но, также как и четыре года назад «Стинол» опередил всех своих соперников в утешительном турнире, заняв итоговое 7-е место.
По окончании сезона и перед началом чемпионата 2004—2005 команду опять ожидали значительные кадровые изменения. Команду покинул главный тренер Р.Гилязутдинов, получивший приглашение из Уралочки-НТМК. Пост наставника «Стинола» после 6-летнего перерыва занял Ю.Щуплов. На должность начальника команды вновь был назначен один из основателей «Магии» В.Коссов, после двухлетнего отсутствия вернувшийся в Липецк из Белгорода. Покинули «Стинол» лидеры прошлого сезона — О.Ковальчук, М.Бородакова, О.Озова. Пополнили коллектив игроки сборной Болгарии Л.Дебарлиева и Е.Янева, а также опытные Е.Пономарёва и Ю.Суханова, вернувшаяся в команду.
В регулярном первенстве «Стинол» выступал очень неровно, заняв лишь 8-е место. Тем не менее команда вышла в плей-офф чемпионата России, где уступила лишь бессменному чемпиону — екатеринбургской «Уралочке»-НТМК.
Что касается выступления липецкого «Стинола» в сезоне 2005—2006 годов, то оно оставило неоднозначное впечатление. Всю первую половину чемпионата команда находилась в призовой тройке. Но во 2-м круге победный ресурс у команды закончился и липчанки с каждым туром начали опускаться в турнирной таблице всё ниже и ниже, дойдя до 10 места. Не попав в плей-офф, в турнире за 9—12 места «Стинол» всё же выдал неплохую игру и не оставил никаких шансов своим соперникам, доказав своё превосходство над ними во всех матчах.
Тяжёлую борьбу за право остаться в суперлиге отечественного женского волейбола липецким волейболисткам пришлось вести в двух последующих сезонах под руководством Г. В. Александровича (2006—2007) и И. Д. Филиштинского (2007—2008). Финишировали липчанки в итоге на спасительных 10-м и 11-м местах (соответственно).

### 2008—2009
Осенью 2008 года с открытием нового сезона команда стала называться «Индези́т» (в честь компании, которая владеет заводом «Стинол»).
Перед началом сезона состав «Индезита» претерпел изменения. После четырёхгодичного отсутствия возвратилась в команду Оксана Ковальчук (из «Динамо-Янтаря»). Из декретных отпусков вернулись Мария Брунцева и Анна Сотникова. Из московского «Луча» перешла в липецкую команду Оксана Кудрявцева. Ушли из команды украинка Ольга Савенчук (в «Северодончанку» (Северодонецк, Украина)), словачка Алиса Шекелёва (в румынское «Динамо» Бухарест), Юлия Суханова (в краснодарское «Динамо»), Жанна Дёмина (в серпуховскую «Надежду»). Закончила спортивную карьеру Александра Гулевская. Новым главным тренером назначен вернувшийся в клуб Ришат Гилязутдинов.
Результаты липецкой команды в регулярном первенстве 2008/2009 оказались резко разделены на две части: в первой — 8 поражений подряд со старта двухкругового турнира (самая продолжительная неудачная серия в истории команды), во второй — 11 побед в 14 матчах. Резким финишным спуртом «Индезит» догнал ушедшую далеко вперёд восьмёрку лидеров и на финише предварительного этапа суперлиги занял 7-е место. В четвертьфинале серии плей-офф липчанки уступили подмосковному «Заречью-Одинцово», а в полуфинале за 5-8 места обыграли белгородский «Университет-Технолог». Серия за 5-е место прошла в Омске, где «Индезит» в трёх матчах уступил местному «Спартаку». Итог — 6-е место. Этот результат стал самым успешным для липецкой команды за последние 6 лет. Всего в чемпионате России 2008/2009 «Индезит» провёл 29 игр, из которых выиграл 13 и проиграл 16. Соотношение партий 51:61.
Состав
| №                                               | Игрок                          | Дата рождения | Рост (см) | Амплуа      |
| ----------------------------------------------- | ------------------------------ | ------------- | --------- | ----------- |
| 1                                               | Оксана Ковальчук               | 23.11.1979    | 186       | нападающая  |
| 2                                               | Надежда Богданова              | 24.07.1976    | 186       | нападающая  |
| 4                                               | Людмила Гилязутдинова (Дробот) | 8.04.1974     | 184       | либеро      |
| 5                                               | Анастасия Комарова             | 16.06.1975    | 175       | связующая   |
| 6                                               | Юлия Кутюкова                  | 30.03.1989    | 180       | нападающая  |
| 8                                               | Мария Брунцева                 | 12.06.1980    | 186       | центральная |
| 9                                               | Вера Улякина                   | 21.08.1986    | 182       | связующая   |
| 10                                              | Екатерина Кусиньш              | 2.11.1984     | 184       | центральная |
| 11                                              | Оксана Кудрявцева              | 10.07.1985    | 182       | либеро      |
| 12                                              | Галина Фёдорова                | 25.04.1991    | 170       | либеро      |
| 13                                              | Регина Мороз                   | 14.01.1987    | 188       | центральная |
| 14                                              | Серафима Складанюк             | 26.01.1990    | 178       | нападающая  |
| 16                                              | Ирина Беленкова                | 19.09.1987    | 190       | центральная |
| 17                                              | Анна Сотникова (Арбузова)      | 29.05.1986    | 193       | нападающая  |
| 18                                              | Анастасия Гуськова             | 8.07.1977     | 184       | нападающая  |
|                                                 | Наталья Ветрова                | 30.05.1984    | 182       | связующая   |
|                                                 | Евгения Егорова                | 14.09.1988    | 187       | центральная |
|                                                 | Наталья Ходунова               | 1.07.1992     | 182       | нападающая  |
|                                                 | Елена Марьян                   | 29.05.1991    | 186       | нападающая  |
| Главный тренер («Индезит») — Ришат Гилязутдинов |                                |               |           |             |
| Старший тренер («Индезит»-2) — Андрей Еремеев   |                                |               |           |             |
| Начальник команды — Валерий Коссов              |                                |               |           |             |

### 2009—2010
В межсезонье волейбольный клуб «Индезит» постиг серьёзный финансовый кризис. Долгое время клуб был под угрозой ликвидации. Из-за отсутствия средств команда отказалась от участия в розыгрыше Кубка России 2009. Лишь в конце сентября 2009 было получено окончательное положительное решение на участие «Индезита» в стартующем 17 октября очередном чемпионате России.
Неопределённость в судьбе клуба привела к тому, что по окончании предыдущего сезона команду покинули главный тренер Гилязутдинов и четыре волейболистки (Ковальчук, Улякина, Мороз и Кудрявцева), перешедшие в казанское «Динамо», вернувшее себе прописку в суперлиге. В челябинский «Автодор-Метар» перешла Богданова. Пополнили состав липецкой команды три волейболистки из серпуховской «Надежды» — либеро сборной Беларуси Ирина Лебедева, нападающая Ольга Борисова (Озова), уже выступавшая за «Стинол» в сезоне 2003-04 и связующая Татьяна Свирина. Также изъявили желание выступать за «Индезит» Екатерина Калашникова из казанского «Динамо» и Ирина Малькова из «Ладоги» (Ленинградская область). Новым главным тренером назначен Андрей Смирнов, возглавлявший в минувшем сезоне белгородский «Университет-Технолог».
Выступление команды в чемпионате России 2009—2010 стало самым неудачным за всю историю клуба. Одержав в первенстве лишь четыре победы в 28 матчах, «Индезит» занял последнее место и выбыл из суперлиги. Весь сезон клуб вновь преследовал финансовый кризис, что безусловно сказалось на игре команды.
Состав
| №                                  | Игрок                   | Дата рождения | Рост (см) | Амплуа      | Гражданство |
| ---------------------------------- | ----------------------- | ------------- | --------- | ----------- | ----------- |
| 1                                  | Жанна Дёмина (Новикова) | 9.04.1984     | 186       | нападающая  | Россия      |
| 2                                  | Татьяна Свирина         | 8.01.1977     | 177       | связующая   | Россия      |
| 5                                  | Анастасия Комарова      | 16.06.1975    | 175       | связующая   | Россия      |
| 6                                  | Юлия Кутюкова           | 30.03.1989    | 180       | нападающая  | Россия      |
| 7                                  | Ирина Лебедева          | 14.01.1973    | 174       | либеро      | Беларусь    |
| 8                                  | Мария Брунцева          | 12.06.1980    | 186       | центральная | Россия      |
| 9                                  | Ольга Борисова          | 20.02.1976    | 195       | нападающая  | Россия      |
| 10                                 | Екатерина Кусиньш       | 2.11.1984     | 182       | центральная | Россия      |
| 11                                 | Екатерина Калашникова   | 24.02.1982    | 190       | центральная | Россия      |
| 12                                 | Галина Фёдорова         | 25.04.1991    | 170       | либеро      | Россия      |
| 13                                 | Наталья Ходунова        | 1.07.1992     | 182       | нападающая  | Россия      |
| 15                                 | Ирина Малькова          | 5.01.1989     | 192       | нападающая  | Россия      |
| 17                                 | Анна Сотникова          | 29.05.1986    | 193       | нападающая  | Россия      |
| 18                                 | Анастасия Гуськова      | 8.07.1977     | 183       | нападающая  | Россия      |
| Главный тренер —Андрей Смирнов     |                         |               |           |             |             |
| Тренер — Сергей Сикачёв            |                         |               |           |             |             |
| Начальник команды — Валерий Коссов |                         |               |           |             |             |

### 2010—2011
В межсезонье команду покинули тренеры и почти все игроки основного состава. Возглавил команду Геннадий Александрович, работавший главным тренером «Стинола» в 2006—2007 годах, а также возглавлявший фарм-команду «Стинол»-2 на протяжении семи сезонов. Остались в клубе опытная Анастасия Комарова, молодые Ирина Малькова, Наталья Ходунова, Галина Фёдорова. Вернулись из других команд находившиеся в аренде Серафима Складанюк и Елена Марьян. Изъявили желание выступать за «Индезит» вернувшаяся в команду из Челябинска Надежда Налёткина (Богданова), перешедшая из азербайджанского «Игтисадчи» белоруска Наталья Матейчик и Инна Шустер, игравшая в сезоне 2009—2010 за серпуховскую «Надежду». Также пополнила состав липецкой команды Наталья Наумова, уже выступавшая за липецкий «Стинол» в 2006—2007. Уже по ходу сезона команду покинули Шустер и Наумова, но пополнили состав Надежда Короткая из «Ленинградки», Ксения Сидельцева из «Тюмени»-ТюмГУ и вернувшаяся в команду Наталья Ветрова.
Из-за практически полного отсутствия финансирования в период лета-осени 2010 команда была лишена полноценной предсезонной подготовки. Весь сезон «Индезит» вёл отчаянную борьбу за выживание в высшей лиге «А», которая в итоге завершилась успешно — 9-е итоговое место из 12 команд.
Состав
| №                                       | Игрок              | Дата рождения | Рост (см) | Амплуа      | Гражданство |
| --------------------------------------- | ------------------ | ------------- | --------- | ----------- | ----------- |
| 2                                       | Надежда Налёткина  | 24.07.1976    | 186       | нападающая  | Россия      |
| 3                                       | Ксения Сидельцева  | 15.11.1987    | 184       | центральная | Россия      |
| 4                                       | Серафима Складанюк | 26.01.1990    | 178       | нападающая  | Россия      |
| 5                                       | Анастасия Комарова | 16.06.1975    | 175       | связующая   | Россия      |
| 6                                       | Надежда Короткая   | 20.05.1991    | 190       | нападающая  | Россия      |
| 8                                       | Елена Марьян       | 29.08.1991    | 186       | нападающая  | Россия      |
| 9                                       | Наталья Ветрова    | 30.05.1984    | 182       | связующая   | Россия      |
| 10                                      | Наталья Матейчик   | 22.01.1985    | 186       | центральная | Беларусь    |
| 11                                      | Наталья Наумова    | 30.06.1982    | 182       | центральная | Россия      |
| 12                                      | Галина Фёдорова    | 25.04.1991    | 170       | либеро      | Россия      |
| 13                                      | Наталья Ходунова   | 1.07.1992     | 186       | нападающая  | Россия      |
| 15                                      | Ирина Малькова     | 5.01.1989     | 192       | нападающая  | Россия      |
| Главный тренер — Геннадий Александрович |                    |               |           |             |             |

### 2011—2012
В межсезонье состав «Индезита» претерпел изменения. Закончила игровую карьеру ветеран команды Анастасия Комарова. Перешли в другие клубы Малькова и Матейчик. Вернулись в свои команды арендованные на прошлый сезон Сидельцева и Короткая. Из саратовского «Протона» приглашены Арутюнян и Климанова, из Тюмени — Светлана Артемьева, из прекратившего существование «Динамо-Янтаря» — Рыжова, из пензенского «Университета-Визита» — Круглова. Вернулась в Липецк воспитанница местного волейбола Екатерина Кусиньш. В октябре 2011 завершила игровую карьеру Надежда Налёткина. Тогда же ещё одним новичком стала Анна Гурьянова.
Практически с самого старта чемпионата «Индезит» обосновался в лидирующей группе и до последнего тура претендовал на возвращение в суперлигу, но в итоге остался третьим, пропустив вперёд себя уфимскую «Уфимочку»-УГНТУ и красноярскую «Юность».
Состав
| №                                       | Игрок              | Дата рождения | Рост (см) | Амплуа      | Гражданство |
| --------------------------------------- | ------------------ | ------------- | --------- | ----------- | ----------- |
| 1                                       | Ирина Климанова    | 17.08.1987    | 187       | центральная | Россия      |
| 3                                       | Ольга Рыжова       | 20.05.1984    | 184       | центральная | Россия      |
| 5                                       | Яна Арутюнян       | 19.06.1986    | 180       | связующая   | Россия      |
| 7                                       | Полина Наливкина   | 27.11.1993    | 178       | связующая   | Россия      |
| 8                                       | Елена Марьян       | 29.08.1991    | 186       | нападающая  | Россия      |
| 9                                       | Анастасия Круглова | 9.11.1983     | 183       | нападающая  | Россия      |
| 10                                      | Екатерина Кусиньш  | 2.11.1984     | 186       | центральная | Россия      |
| 11                                      | Светлана Артемьева | 31.01.1977    | 186       | нападающая  | Россия      |
| 12                                      | Галина Фёдорова    | 25.04.1991    | 170       | либеро      | Россия      |
| 13                                      | Наталья Ходунова   | 1.07.1992     | 186       | нападающая  | Россия      |
| 14                                      | Наталья Ветрова    | 30.05.1984    | 182       | связующая   | Россия      |
| 15                                      | Татьяна Кузьмина   | 1.09.1995     | 180       | нападающая  | Россия      |
| 16                                      | Серафима Складанюк | 26.01.1990    | 178       | нападающая  | Россия      |
| 17                                      | Анна Гурьянова     | 10.01.1985    | 185       | нападающая  | Россия      |
|                                         | Валентина Самарина | 12.02.1996    | 190       | нападающая  | Россия      |
| Главный тренер — Геннадий Александрович |                    |               |           |             |             |
| Тренер — Илья Стриканов                 |                    |               |           |             |             |

### 2012—2013
Состав
| №                                       | Игрок                         | Дата рождения | Рост (см) | Амплуа      | Гражданство |
| --------------------------------------- | ----------------------------- | ------------- | --------- | ----------- | ----------- |
| 1                                       | Елена Бойко                   | 9.08.1981     | 184       | центральная | Россия      |
| 2                                       | Полина Нефёдова               | 13.07.1986    | 185       | нападающая  | Россия      |
| 3                                       | Александра Халанчук           | 9.11.1989     | 183       | нападающая  | Россия      |
| 4                                       | Виктория Гурова               | 30.01.1984    | 182       | связующая   | Беларусь    |
| 6                                       | Серафима Тестяная (Складанюк) | 26.01.1990    | 178       | нападающая  | Россия      |
| 7                                       | Наталья Немтинова             | 28.03.1990    | 187       | центральная | Россия      |
| 9                                       | Анастасия Круглова            | 9.11.1983     | 183       | нападающая  | Россия      |
| 12                                      | Оксана Михолап                | 17.04.1977    | 178       | связующая   | Казахстан   |
| 13                                      | Наталья Ходунова              | 1.07.1992     | 186       | нападающая  | Россия      |
| 15                                      | Маргарита Пантилей            | 17.07.1989    | 170       | либеро      | Россия      |
| 16                                      | Татьяна Кузьмина              | 1.09.1995     | 180       | нападающая  | Россия      |
| 17                                      | Анна Гурьянова                | 10.01.1985    | 185       | нападающая  | Россия      |
| 18                                      | Татьяна Салтыкова             | 6.07.1990     | 187       | центральная | Россия      |
|                                         | Валентина Самарина            | 12.02.1996    | 190       | нападающая  | Россия      |
| Главный тренер — Геннадий Александрович |                               |               |           |             |             |
| Тренер — Надежда Налёткина              |                               |               |           |             |             |

### 2013—2014
После двух сыгранных матчей в суперлиге команда вынуждена была сняться с розыгрыша Кубка и чемпионата России из-за так и не поступившего обещанного финасирования. После выплаты штрафов, наложенных на клуб Всероссийской федерацией волейбола (ВФВ), все волейболистки основного состава покинули команду. Решением директора ВФВ сезон 2013—2014 «Индезит» провёл в первой лиге (первенство Центрального федерального округа).
Первая лига
Цвета клуба в первой лиге чемпионата России защищали в основном молодые волейболистки — воспитанницы группы подготовки ВК «Индезит» и волейбольных школ Липецка. На завершающей стадии первенства к команде присоединились опытные Жанна Дёмина и Серафима Тестяная. Неудачно стартовав в чемпионате (два поражения в трёх матчах первого тура), в дальнейшем липецкие волейболистки одержали 17 побед подряд и уверенно заняли первое место. В последовавшем затем переходном турнире с участием двух лучших команд первой лиги и двух худших из высшей лиги «Б» «Индезит» занял второе место и обеспечил себе повышение в классе на будущий сезон.
Связующие — Полина Улькина, Татьяна Шабанова.
Центральные — Валентина Самарина, Светлана Гаршина, Анастасия Атаманова.
Нападающие — Надежда Налёткина, Татьяна Кузьмина, Маргарита Свиридова, Юлия Кувшинова, Юлия Федерякина.
Либеро — Марина Гревцева, Виктория Бочарова.
Главный тренер — Геннадий Александрович.
Тренер-массажист — Юрий Красников.

### 2014—2015
Состав
| №                                       | Игрок               | Дата рождения | Рост (см) | Амплуа      |
| --------------------------------------- | ------------------- | ------------- | --------- | ----------- |
| 1                                       | Анастасия Атаманова | 1.06.1998     | 180       | центральная |
| 2                                       | Светлана Гаршина    | 16.07.1998    | 184       | центральная |
| 3                                       | Людмила Васильева   | 9.03.1987     | 182       | нападающая  |
| 4                                       | Надежда Налёткина   | 24.07.1976    | 185       | нападающая  |
| 5                                       | Татьяна Кузьмина    | 1.09.1995     | 180       | нападающая  |
| 6                                       | Серафима Тестяная   | 26.01.1990    | 178       | нападающая  |
| 7                                       | Юлия Кувшинова      | 7.03.1998     | 178       | нападающая  |
| 8                                       | Маргарита Свиридова | 22.08.1997    | 182       | нападающая  |
| 10                                      | Ирина Сазонова      | 20.04.1998    | 187       | нападающая  |
| 12                                      | Елена Борзенко      | 3.02.1993     | 184       | центральная |
| 14                                      | Валентина Самарина  | 12.02.1996    | 190       | центральная |
| 15                                      | Юлия Лосева         | 30.05.1988    |           | либеро      |
| 16                                      | Анастасия Ляпушкина | 8.04.1992     | 182       | связующая   |
| 17                                      | Влада Мишина        | 6.02.1996     | 178       | либеро      |
| 18                                      | Дарья Зинченко      | 11.11.1992    | 179       | связующая   |
| Главный тренер — Геннадий Александрович |                     |               |           |             |

В сезоне 2014—2015 липецкая команда уверенно заняла первое место в своей группе европейской зоны высшей лиги «Б», затем стала второй в полуфинальном турнире лиги, после чего замкнула призовую тройку в финальном турнире и получила право на переход в высшую лигу «А».

### 2015—2016
Состав
| №                                       | Игрок               | Дата рождения | Рост (см) | Амплуа      | Гражданство |
| --------------------------------------- | ------------------- | ------------- | --------- | ----------- | ----------- |
| 1                                       | Наталья Гуськова    | 10.05.1996    | 165       | либеро      | Россия      |
| 2                                       | Светлана Гаршина    | 16.07.1998    | 184       | центральная | Россия      |
| 3                                       | Анастасия Борискина | 27.06.1989    | 181       | связующая   | Россия      |
| 4                                       | Надежда Налёткина   | 24.07.1976    | 185       | нападающая  | Россия      |
| 5                                       | Татьяна Кузьмина    | 1.09.1995     | 180       | нападающая  | Россия      |
| 6                                       | Серафима Тестяная   | 26.01.1990    | 178       | нападающая  | Россия      |
| 7                                       | Юлия Кувшинова      | 7.03.1998     | 178       | нападающая  | Россия      |
| 8                                       | Маргарита Свиридова | 22.08.1997    | 182       | нападающая  | Россия      |
| 9                                       | Юлия Рыбина         | 21.09.1988    | 185       | центральная | Россия      |
| 10                                      | Ирина Сазонова      | 20.04.1998    | 187       | нападающая  | Россия      |
| 11                                      | Анна Андрюшина      | 18.12.2000    |           | либеро      | Россия      |
| 12                                      | Елена Борзенко      | 3.02.1993     | 184       | центральная | Россия      |
| 14                                      | Валентина Самарина  | 12.02.1996    | 190       | центральная | Россия      |
| 15                                      | Юлия Лосева         | 30.05.1988    |           | либеро      | Россия      |
| 18                                      | Дарья Зинченко      | 11.11.1992    | 179       | связующая   | Россия      |
| Главный тренер — Геннадий Александрович |                     |               |           |             |             |

### 2016—2017
По окончании сезона 2015—2016 президент и учредитель ВК «Индезит» Игорь Неклюдов объявил об отказе участвовать в чемпионате России 2016/2017 и о завершении деятельности волейбольного клуба.
В июле 2016 года был зарегистрирован новый клуб — ВК «Липецк», принявший в свою структуру команду, выступавшую в высшей лиге «А» и принявшую название «Липецк-Индезит». Директором нового клуба назначен Роман Пристовакин. Новым главным тренером команды стал Андрей Смирнов, в сезоне-2009/10 уже работавший наставником команды.
Сезон для липецкой команды сложился неровно. Лишь во втором круге «Липецк-Индезит» стабилизировал игру и мощным финишным рывком вышел на 4-е итоговое место, поднявшись на одну ступень по сравнению с предыдущим чемпионатом. По окончании сезона вакантную должность президента волейбольного клуба «Липецк» занял председатель Липецкого городского совета депутатов Игорь Тиньков.
Состав
| №                               | Игрок               | Дата рождения | Рост (см) | Амплуа      | Гражданство |
| ------------------------------- | ------------------- | ------------- | --------- | ----------- | ----------- |
| 1                               | Ольга Фролова       | 10.02.1996    | 180       | либеро      | Россия      |
| 2                               | Ксения Еремчук      | 28.08.1992    | 182       | нападающая  | Россия      |
| 3                               | Светлана Гаршина    | 16.07.1998    | 184       | центральная | Россия      |
| 6                               | Серафима Тестяная   | 26.01.1990    | 178       | нападающая  | Россия      |
| 7                               | Юлия Кувшинова      | 7.03.1998     | 178       | нападающая  | Россия      |
| 8                               | Маргарита Свиридова | 22.08.1997    | 182       | нападающая  | Россия      |
| 9                               | Анастасия Корниенко | 9.09.1992     | 184       | связующая   | Россия      |
| 10                              | Ирина Сазонова      | 20.04.1998    | 187       | нападающая  | Россия      |
| 11                              | Анна Андрюшина      | 18.12.2000    | 167       | либеро      | Россия      |
| 12                              | Дарья Ерофеева      | 7.09.2001     | 167       | либеро      | Россия      |
| 13                              | Маргарита Шпилевая  | 20.05.1993    | 188       | нападающая  | Россия      |
| 14                              | Валентина Самарина  | 12.02.1996    | 190       | центральная | Россия      |
| 15                              | Юлия Рыбина         | 21.09.1988    | 185       | центральная | Россия      |
| 17                              | Анна Сотникова      | 29.05.1986    | 193       | нападающая  | Россия      |
| 18                              | Дарья Зинченко      | 11.11.1992    | 179       | связующая   | Россия      |
| Главный тренер — Андрей Смирнов |                     |               |           |             |             |
| Старший тренер — Александр Труш |                     |               |           |             |             |

### 2017—2018
Состав
| №                               | Игрок               | Дата рождения | Рост (см) | Амплуа      | Гражданство |
| ------------------------------- | ------------------- | ------------- | --------- | ----------- | ----------- |
| 2                               | Екатерина Новикова  | 7.12.1996     | 181       | связующая   | Россия      |
| 3                               | Светлана Гаршина    | 16.07.1998    | 184       | центральная | Россия      |
| 4                               | Екатерина Лазарева  | 18.12.1995    | 182       | связующая   | Россия      |
| 5                               | Дарья Ерофеева      | 7.09.2001     | 167       | либеро      | Россия      |
| 6                               | Серафима Тестяная   | 26.01.1990    | 178       | нападающая  | Россия      |
| 7                               | Юлия Кувшинова      | 7.03.1998     | 178       | нападающая  | Россия      |
| 8                               | Маргарита Свиридова | 22.08.1997    | 184       | нападающая  | Россия      |
| 10                              | Ирина Сазонова      | 20.04.1998    | 187       | нападающая  | Россия      |
| 13                              | Наталья Някина      | 1.11.1991     | 176       | либеро      | Россия      |
| 14                              | Валентина Самарина  | 12.02.1996    | 192       | центральная | Россия      |
| 15                              | Владислава Коржова  | 23.09.1998    | 180       | нападающая  | Россия      |
| 16                              | Виктория Журбенко   | 17.03.1996    | 185       | центральная | Россия      |
| 17                              | Анна Сотникова      | 29.05.1986    | 193       | нападающая  | Россия      |
| Главный тренер — Андрей Смирнов |                     |               |           |             |             |
| Старший тренер — Александр Труш |                     |               |           |             |             |

### 2018—2019
Состав
| №                               | Игрок               | Дата рождения | Рост (см) | Амплуа      | Гражданство |
| ------------------------------- | ------------------- | ------------- | --------- | ----------- | ----------- |
| 1                               | Анна Балберова      | 25.03.1997    | 179       | связующая   | Россия      |
| 3                               | Светлана Гаршина    | 16.07.1998    | 184       | центральная | Россия      |
| 4                               | Екатерина Енина     | 23.05.1990    | 182       | связующая   | Россия      |
| 5                               | Дарья Ерофеева      | 7.09.2001     | 167       | либеро      | Россия      |
| 6                               | Серафима Тестяная   | 26.01.1990    | 178       | нападающая  | Россия      |
| 8                               | Софья Кирикова      | 2.10.1995     | 188       | нападающая  | Россия      |
| 10                              | Ирина Сазонова      | 20.04.1998    | 187       | нападающая  | Россия      |
| 11                              | Анастасия Бехтерева | 20.08.1998    | 190       | центральная | Россия      |
| 12                              | Анастасия Котикова  | 13.10.1999    | 186       | связующая   | Россия      |
| 13                              | Наталья Някина      | 1.11.1991     | 176       | либеро      | Россия      |
| 14                              | Валентина Самарина  | 12.02.1996    | 192       | центральная | Россия      |
| 15                              | Владислава Коржова  | 23.09.1998    | 180       | нападающая  | Россия      |
| 17                              | Анна Сотникова      | 29.05.1986    | 193       | нападающая  | Россия      |
| 18                              | Оксана Якушина      | 24.01.2001    | 192       | нападающая  | Россия      |
| 19                              | Екатерина Ильина    | 11.08.2001    | 176       | связующая   | Россия      |
| Главный тренер — Андрей Смирнов |                     |               |           |             |             |
| Старший тренер — Александр Труш |                     |               |           |             |             |

### 2019—2020
С началом сезона в высшей лиге «А» команда «Липецк» прочно обосновалась на лидирующей позиции турнирной таблицы, одержав на предварительном этапе 20 побед в 22 матчах. Переиграв в полуфинальной серии череповецкую «Северянку» со счётом 3-0 (3:1, 3:2, 3:2), липчанки вышли в финал, который был отменён из-за пандемии COVID-19, а итоги чемпионата подведены по результата предварительного этапа. Согласно регламенту, «Липецк» должен был провести переходные матчи с аутсайдером суперлиги красноярским «Енисей», но эти матчи были также отменены, а липецкие волейболистки были включены в ведущий дивизион отечественного волейбола.
Состав
| №                               | Игрок               | Дата рождения | Рост (см) | Амплуа      | Гражданство |
| ------------------------------- | ------------------- | ------------- | --------- | ----------- | ----------- |
| 1                               | Светлана Дорсман    | 11.12.1993    | 183       | центральная | Украина     |
| 2                               | Валерия Харлова     | 4.04.2000     | 190       | нападающая  | Россия      |
| 3                               | Светлана Гаршина    | 16.07.1998    | 184       | центральная | Россия      |
| 4                               | Екатерина Енина     | 23.05.1990    | 182       | связующая   | Россия      |
| 5                               | Дарья Ерофеева      | 7.09.2001     | 167       | либеро      | Россия      |
| 6                               | Стефания Алтухова   | 31.05.2004    | 179       | центральная | Россия      |
| 7                               | Наталья Някина      | 1.11.1991     | 176       | либеро      | Россия      |
| 8                               | Софья Кирикова      | 2.10.1995     | 188       | нападающая  | Россия      |
| 10                              | Ирина Сазонова      | 20.04.1998    | 187       | нападающая  | Россия      |
| 11                              | Анастасия Петрунина | 7.11.1998     | 189       | связующая   | Россия      |
| 12                              | Кристина Ягубова    | 13.02.1996    | 184       | связующая   | Азербайджан |
| 14                              | Анастасия Бехтерева | 20.08.1998    | 190       | центральная | Россия      |
| 15                              | Владислава Коржова  | 23.09.1998    | 180       | нападающая  | Россия      |
| 16                              | Татьяна Краснова    | 6.04.1990     | 187       | центральная | Россия      |
| 17                              | Анна Сотникова      | 29.05.1986    | 193       | нападающая  | Россия      |
| 19                              | Екатерина Ильина    | 11.08.2001    | 176       | связующая   | Россия      |
| 25                              | Валерия Горбунова   | 21.03.2003    | 192       | нападающая  | Россия      |
| 26                              | Валерия Перова      | 30.08.2002    | 170       | либеро      | Россия      |
| 30                              | Мария Воногова      | 5.04.1990     | 190       | нападающая  | Россия      |
| Главный тренер — Андрей Смирнов |                     |               |           |             |             |
| Старший тренер — Александр Труш |                     |               |           |             |             |

### 2020—2021
Сезон 2020—2021 был ознаменован возвращением липецкой команды в элиту российского женского волейбола — суперлигу. Войдя в сезон практически тем же составом, что и завершал предыдущий чемпионат в высшей лиге «А», «Липецк» с первых туров обосновался в верхней половине турнирной таблицы. Итогом предварительной стадии стало 7-е место, но в квалификационном раунде липчанки уступили «Уралочке» и в финальный этап выйти не смогли. В связи с проигрышем краснодарского «Динамо» и «Ленинградки» (занявших на предварительной стадии места выше «Липецка») своих серий за выход в финал, итогом для липецких волейболисток стало 9-е место.  
Состав
| №                               | Имя, фамилия        | Дата рождения | Рост | Амплуа      | Гражданство |
| ------------------------------- | ------------------- | ------------- | ---- | ----------- | ----------- |
| 1                               | Мария Воногова      | 5.04.1990     | 190  | центральная | Россия      |
| 2                               | Елизавета Матвиенко | 22.08.2005    | 183  | нападающая  | Россия      |
| 4                               | Екатерина Енина     | 23.05.1990    | 182  | связующая   | Россия      |
| 5                               | Дарья Ерофеева      | 7.09.2001     | 167  | либеро      | Россия      |
| 6                               | Виктория Демидова   | 9.11.2005     | 190  | нападающая  | Россия      |
| 7                               | Светлана Дорсман    | 11.12.1993    | 183  | центральная | Украина     |
| 8                               | Наталья Малых       | 8.12.1993     | 187  | нападающая  | Россия      |
| 9                               | Анастасия Веселова  | 19.04.1992    | 190  | центральная | Россия      |
| 10                              | Ирина Сазонова      | 20.04.1998    | 190  | нападающая  | Россия      |
| 12                              | Кристина Ягубова    | 13.02.1996    | 184  | связующая   | Азербайджан |
| 14                              | Мария Боговская     | 20.06.2001    | 187  | нападающая  | Россия      |
| 15                              | Владислава Коржова  | 23.09.1998    | 180  | нападающая  | Россия      |
| 17                              | Анна Сотникова      | 29.05.1986    | 194  | нападающая  | Россия      |
| 19                              | Полина Ольховская   | 16.12.1999    | 192  | центральная | Россия      |
| 25                              | Валерия Горбунова   | 21.03.2003    | 192  | нападающая  | Россия      |
| 26                              | Валерия Перова      | 30.08.2002    | 170  | либеро      | Россия      |
| Главный тренер — Андрей Смирнов |                     |               |      |             |             |
| Старший тренер — Александр Труш |                     |               |      |             |             |

### 2021—2022
Второй после возвращения в суперлигу сезон для липецкой команды сложился значительно тяжелее предыдущего. Потеря ряда ключевых игроков негативно сказалась на игре коллектива. Итогом стало 11-е место.  
Состав
| №                                   | Имя, фамилия               | Дата рождения | Рост | Амплуа      | Гражданство |
| ----------------------------------- | -------------------------- | ------------- | ---- | ----------- | ----------- |
| 1                                   | Валерия Горбунова          | 21.03.2003    | 192  | нападающая  | Россия      |
| 2                                   | Елизавета Матвиенко        | 22.08.2005    | 183  | нападающая  | Россия      |
| 5                                   | Дарья Ерофеева             | 7.09.2001     | 167  | либеро      | Россия      |
| 7                                   | Екатерина Синицына         | 7.03.1997     | 183  | связующая   | Россия      |
| 8                                   | Наталья Малых              | 8.12.1993     | 187  | нападающая  | Россия      |
| 9                                   | Анастасия Веселова         | 19.04.1992    | 190  | центральная | Россия      |
| 10                                  | Ирина Капустина (Сазонова) | 20.04.1998    | 190  | нападающая  | Россия      |
| 15                                  | Ольга Соловьёва (Зубарева) | 8.11.1998     | 190  | центральная | Россия      |
| 16                                  | Наталья Слаутина           | 5.08.2002     | 190  | центральная | Россия      |
| 17                                  | Анна Сотникова             | 29.05.1986    | 194  | нападающая  | Россия      |
| 19                                  | Полина Ольховская          | 16.12.1999    | 192  | центральная | Россия      |
| 20                                  | Наталья Фролова            | 7.04.1989     | 184  | нападающая  | Россия      |
| 23                                  | Анна Шевченко              | 20.10.1998    | 180  | связующая   | Россия      |
| 26                                  | Валерия Перова             | 30.08.2002    | 170  | либеро      | Россия      |
| Главный тренер — Андрей Смирнов     |                            |               |      |             |             |
| Старший тренер — Александр Труш     |                            |               |      |             |             |
| Тренер-статистик — Дмитрий Журавлёв |                            |               |      |             |             |

### 2022—2023
Чемпионат для «Липецка» сложился неудачно. Одержав за всего 2 победы, команда замкнула турнирную таблицу, а затем проиграла переходные матчи курскому «ЮЗГУ-Атому» и покинула суперлигу.  
Состав
| №                                   | Имя, фамилия               | Дата рождения | Рост | Амплуа      | Гражданство |
| ----------------------------------- | -------------------------- | ------------- | ---- | ----------- | ----------- |
| 1                                   | Татьяна Маркова            | 16.08.1998    | 182  | связующая   | Россия      |
| 2                                   | Елизавета Матвиенко        | 22.08.2005    | 183  | нападающая  | Россия      |
| 3                                   | Карина Атаджанян           | 21.03.2004    | 178  | либеро      | Россия      |
| 4                                   | Ангелина Дементьева        | 11.08.2002    | 182  | нападающая  | Россия      |
| 5                                   | Дарья Ерофеева             | 7.09.2001     | 168  | либеро      | Россия      |
| 6                                   | Виктория Хорошилова        | 3.05.2004     | 183  | центральная | Россия      |
| 7                                   | Вера Саликова              | 4.03.1989     | 185  | связующая   | Россия      |
| 8                                   | Светлана Суховерхова       | 20.04.1992    | 184  | нападающая  | Россия      |
| 10                                  | Наталья Фролова            | 7.04.1989     | 184  | нападающая  | Россия      |
| 12                                  | Полина Кокоза              | 17.02.2005    | 185  | центральная | Россия      |
| 13                                  | Виктория Аникеева          | 8.05.2001     | 190  | нападающая  | Россия      |
| 16                                  | Виктория Юшкова (Журбенко) | 17.03.1996    | 185  | центральная | Россия      |
| 17                                  | Анна Сотникова             | 29.05.1986    | 194  | нападающая  | Россия      |
| 19                                  | Полина Ольховская          | 16.12.1999    | 192  | центральная | Россия      |
| 20                                  | Анна Поспелова             | 13.07.1995    | 173  | либеро      | Россия      |
| 28                                  | Полина Юникова             | 17.04.2005    | 188  | центральная | Россия      |
| 29                                  | Елизавета Павлова          | 23.01.2006    | 180  | нападающая  | Россия      |
| 30                                  | Виктория Кошман            | 27.09.2005    | 173  | либеро      | Россия      |
| Главный тренер — Андрей Смирнов     |                            |               |      |             |             |
| Старший тренер — Александр Труш     |                            |               |      |             |             |
| Тренер-статистик — Дмитрий Журавлёв |                            |               |      |             |             |

### 2023—2024
Состав
| №                                  | Имя, фамилия         | Дата рождения | Рост | Амплуа      | Гражданство |
| ---------------------------------- | -------------------- | ------------- | ---- | ----------- | ----------- |
| 1                                  | Евгения Важнова      | 12.02.2006    | 174  | нападающая  | Россия      |
| 3                                  | Карина Атаджанян     | 21.03.2004    | 178  | либеро      | Россия      |
| 4                                  | Анастасия Лабзина    | 28.01.2005    | 180  | нападающая  | Россия      |
| 5                                  | Дарья Ерофеева       | 7.09.2001     | 168  | либеро      | Россия      |
| 7                                  | Дарья Давыдова       | 13.05.2004    | 190  | центральная | Россия      |
| 8                                  | Мария Ясницкая       | 18.08.2004    | 184  | нападающая  | Россия      |
| 9                                  | Александра Лукашкина | 12.04.2005    | 181  | нападающая  | Россия      |
| 10                                 | Светлана Медведева   | 12.02.2007    | 175  | либеро      | Россия      |
| 11                                 | Мария Белозёрова     | 25.08.2004    | 183  | связующая   | Россия      |
| 12                                 | Полина Кокоза        | 17.02.2005    | 185  | центральная | Россия      |
| 14                                 | Анастасия Голдобина  | 11.06.2007    | 176  | нападающая  | Россия      |
| 15                                 | Елена Вашина         | 4.04.1988     | 182  | связующая   | Россия      |
| 16                                 | Елизавета Сотникова  | 21.02.2008    | 182  | центральная | Россия      |
| 17                                 | Анна Сотникова       | 29.05.1986    | 194  | нападающая  | Россия      |
| 18                                 | Ева Касимова         | 9.10.2005     | 178  | центральная | Россия      |
| 24                                 | Екатерина Катасонова | 3.07.2006     | 184  | связующая   | Россия      |
| Главный тренер — Александр Труш    |                      |               |      |             |             |
| Старший тренер — Людмила Степанова |                      |               |      |             |             |

### Фотогалерея

Перед матчем чемпионата России «Индезит» — «Динамо». 31.01.2009
Индезит (Липецк). Сезон 2009—2010
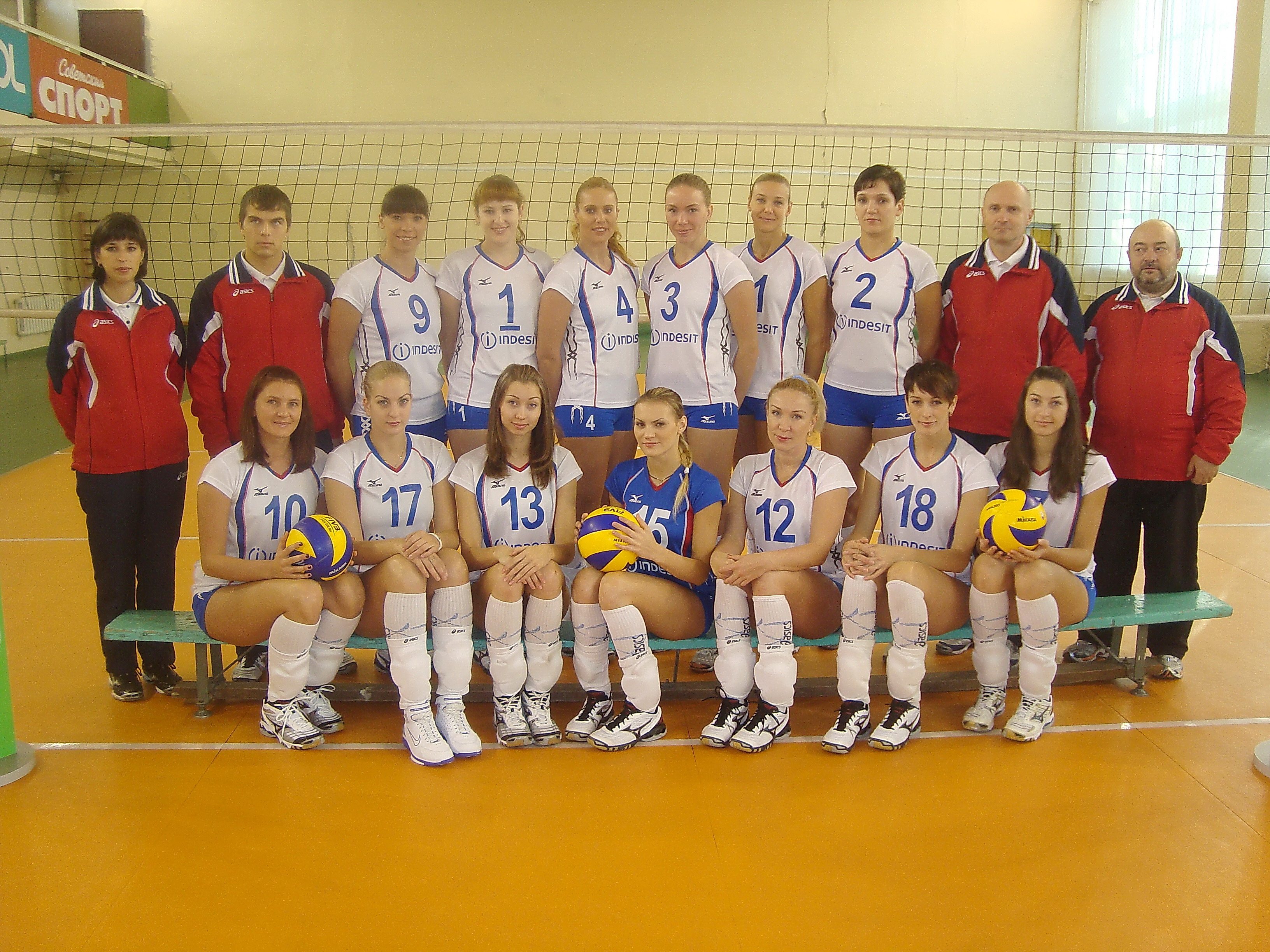
Волейбольная команда «Индезит». Сезон 2012/13
Волейбольная команда «Индезит» — победитель турнира первой лиге 2013/14
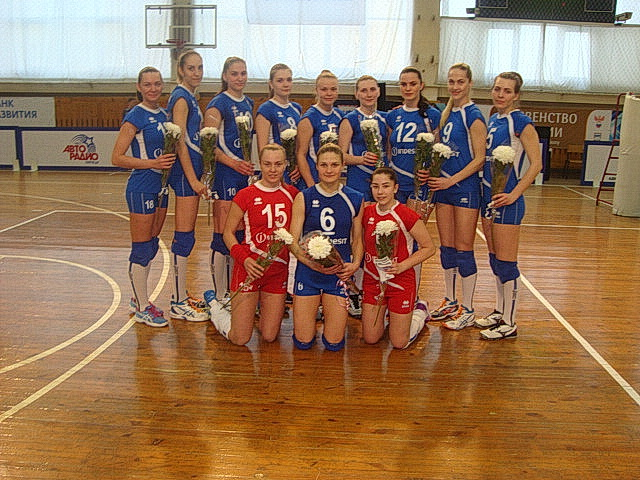
Волейбольная команда «Индезит». Сезон 2015/16
Волейбольная команда «Липецк-Индезит». Сезон 2016/17
Волейбольная команда «Липецк-Индезит». Сезон 2017/18

## Сезон 2024—2025

### Переходы
- Пришли: А.Селютина, А.Крутихина (обе — «Муром»), А.Хомутова («Алтай-АГАУ»), Е.Хлобыстова («Брянск»), М.Уразбахтина («Динамо-Ак Барс»-УОР), М.Жаброва («Локомотив»-2), главный тренер А.Горбатков.
- Ушли: Е.Вашина, Д.Ерофеева, А.Лабзина, Д.Давыдова, главный тренер А.Труш.
- Дозяавлены: А.Химинец, Д.Куманцева (обе — «Северянка»-3), С.Ротастикова («Тулица»), Е.Бочкарёва, В.Самарина, К.Кочарыгина («Северянка»-2).
- Отзаявлены: А.Селютина, М.Белозёрова, М.Жаброва

### Состав
| №  | Имя, фамилия         | Дата рождения | Рост | Амплуа      | Гражданство |
| -- | -------------------- | ------------- | ---- | ----------- | ----------- |
| 1  | Арина Хомутова       | 13.09.2003    | 187  | центральная | Россия      |
| 2  | Светлана Медведева   | 12.02.2007    | 175  | либеро      | Россия      |
| 3  | Карина Атаджанян     | 21.03.2004    | 178  | либеро      | Россия      |
| 4  | Евгения Бочкарёва    | 9.04.1996     | 185  | нападающая  | Россия      |
| 5  | Анна Крутихина       | 11.04.1999    | 190  | нападающая  | Россия      |
| 6  | Елизавета Хлобыстова | 3.05.2006     | 176  | либеро      | Россия      |
| 7  | Евгения Важнова      | 12.02.2006    | 174  | нападающая  | Россия      |
| 8  | Мария Ясницкая       | 18.08.2004    | 184  | нападающая  | Россия      |
| 9  | Александра Лукашкина | 12.04.2005    | 181  | нападающая  | Россия      |
| 12 | Полина Кокоза        | 17.02.2005    | 185  | центральная | Россия      |
| 13 | Мариам Уразбахтина   | 27.02.2009    | 187  | нападающая  | Россия      |
| 14 | Анастасия Голдобина  | 11.06.2007    | 176  | нападающая  | Россия      |
| 16 | Елизавета Сотникова  | 21.02.2008    | 182  | центральная | Россия      |
| 17 | Анна Сотникова       | 29.05.1986    | 194  | нападающая  | Россия      |
| 18 | Ева Касимова         | 9.10.2005     | 178  | центральная | Россия      |
| 19 | Дарья Куманцева      | 31.07.2008    | 179  | связующая   | Россия      |
| 20 | Софья Ротастикова    | 16.12.2005    | 196  | центральная | Россия      |
| 21 | Валентина Самарина   | 12.02.1996    | 193  | центральная | Россия      |
| 22 | Анастасия Химинец    | 18.06.2008    | 185  | нападающая  | Россия      |
| 23 | Ксения Кочарыгина    | 11.09.2006    | 186  | связующая   | Россия      |
| 24 | Екатерина Катасонова | 3.07.2006     | 184  | связующая   | Россия      |

- Главный тренер — Александр Горбатков.
- Старший тренер — Александр Губин.
- Тренер — Анна Сотникова.

## Результаты в чемпионатах России
| Сезон     | Название команды | Лига                          | И     | В     | П   | С/П        | Место |
| --------- | ---------------- | ----------------------------- | ----- | ----- | --- | ---------- | ----- |
| 1995/96   | «Магия»          | Вторая лига Переходный турнир | 25 12 | 22 12 | 3 0 | 70:11 36:3 | 1     |
| 1996/97   | «Магия»          | Первая лига Переходный турнир | 20 4  | 19 3  | 1   | 59:4 11:6  | 1     |
| 1997/98   | «Магия»          | Высшая лига                   | 38    | 32    | 6   | 107:31     | 1     |
| 1998/99   | «Магия»          | Суперлига                     | 26    | 11    | 15  | 42:52      | 5     |
| 1999/2000 | «Магия»          | Суперлига                     | 56    | 33    | 23  | 122:107    | 7     |
| 2000/01   | «Стинол»         | Суперлига                     | 37    | 22    | 15  | 82:63      | 4     |
| 2001/02   | «Стинол»         | Суперлига                     | 36    | 18    | 18  | 65:68      | 6     |
| 2002/03   | «Стинол»         | Суперлига                     | 36    | 20    | 16  | 71:64      | 6     |
| 2003/04   | «Стинол»         | Суперлига                     | 34    | 19    | 15  | 68:64      | 7     |
| 2004/05   | «Стинол»         | Суперлига                     | 29    | 13    | 16  | 57:60      | 8     |
| 2005/06   | «Стинол»         | Суперлига                     | 28    | 15    | 13  | 57:53      | 9     |
| 2006/07   | «Стинол»         | Суперлига                     | 25    | 8     | 17  | 36:62      | 10    |
| 2007/08   | «Стинол»         | Суперлига                     | 20    | 6     | 14  | 26:47      | 11    |
| 2008/09   | «Индезит»        | Суперлига                     | 29    | 13    | 16  | 51:61      | 6     |
| 2009/10   | «Индезит»        | Суперлига                     | 28    | 4     | 24  | 33:74      | 12    |
| 2010/11   | «Индезит»        | Высшая лига А                 | 44    | 13    | 31  | 64:102     | 9     |
| 2011/12   | «Индезит»        | Высшая лига А                 | 44    | 29    | 15  | 103:66     | 3     |
| 2012/13   | «Индезит»        | Высшая лига А                 | 40    | 30    | 10  | 104:42     | 2     |
| 2013/14   | «Индезит»        | Первая лига Переходный турнир | 20 3  | 18 2  | 2 1 | 57:12 7:3  | 1 2   |
| 2014/15   | «Индезит»        | Высшая лига Б                 | 36    | 24    | 12  | 85:42      | 3     |
| 2015/16   | «Индезит»        | Высшая лига А                 | 28    | 14    | 14  | 48:52      | 5     |
| 2016/17   | «Липецк-Индезит» | Высшая лига А                 | 32    | 17    | 15  | 65:59      | 4     |
| 2017/18   | «Липецк-Индезит» | Высшая лига А                 | 44    | 30    | 14  | 107:66     | 4     |
| 2018/19   | «Липецк»         | Высшая лига А                 | 31    | 17    | 14  | 59:56      | 5     |
| 2019/20   | «Липецк»         | Высшая лига А                 | 25    | 23    | 2   | 72:22      | 1     |
| 2020/21   | «Липецк»         | Суперлига                     | 29    | 12    | 17  | 53:62      | 9     |
| 2021/22   | «Липецк»         | Суперлига                     | 31    | 10    | 21  | 41:76      | 11    |
| 2022/23   | «Липецк»         | Суперлига                     | 29    | 2     | 27  | 16:85      | 14    |
| 2023/24   | «Липецк»         | Высшая лига А                 | 54    | 15    | 39  | 64:130     | 10    |
| 2024/25   | «Липецк»         | Высшая лига А                 | 52    | 6     | 46  | 37:143     | 14    |

И — игры, В — выигрыши, П — поражения, С/П — соотношение партий.

## Воспитанницы клуба в сборных России
В 2001 году в состав юниорской сборной России впервые были призваны волейболистки липецкого «Стинола» — Жанна Новикова и Надежда Фарафонова. Они приняли участие в чемпионатах мира и Европы среди девушек. В дальнейшем вызовы липецких волейболисток в юниорскую и молодёжную сборные стали регулярными. В 2001—2005 годах 5 игроков «Стинола» стали участницами мировых и европейских первенств среди молодых спортсменок: те же Новикова и Фарафонова, а также Мария Бородакова, Анна Арбузова и Вера Улякина. В 2004 к сборницам-липчанкам пришёл первый успех. На проходившем в Словакии молодёжном чемпионате Европы сразу три волейболистки «Стинола» стали бронзовыми призёрами соревнований — Бородакова, Арбузова и Улякина.
В ноябре 2006 года два игрока «Стинола» — Светлана Крючкова и Мария Брунцева стали чемпионками мира в составе сборной России. Турнир сильнейших команд планеты проходил в Японии и завершился финальным противостоянием команд России и Бразилии. В упорном матче победу одержали россиянки со счётом 3:2.
В составе сборной играли ещё две воспитанницы ВК «Стинол», ныне защищающие цвета других клубов российской суперлиги — М.Бородакова и Ю.Меркулова.
Кроме этого, все четыре волейболистки в том же году стали серебряными призёрами мирового Гран-При и победителями европейского отборочного турнира к Гран-При 2007 года.
В ноябре 2010 года четыре бывшие волейболистки клуба (Улякина, Борисенко, Крючкова и Меркулова) на проходившем в Японии чемпионате мира завоевали золотые награды.
В 2007—2010 годах в составе российских сборных различных возрастов выступала волейболистка клуба Наталья Ходунова. В 2021 за сборную России играли Ирина Капустина (Лига наций, чемпионат Европы) и Валерия Горбунова (Лига наций).

## Главные тренеры
- Ольга Прокопьева (1995—1996)
- Борис Фукс (1996—1998)
- Юрий Щуплов (1998—1999, 2004—2006)
- Пётр Хилько (1999—2000)
- Ришат Гилязутдинов (2000—2001, 2002—2004, 2008—2009)
- Николай Сорогин (2001—2002)
- Геннадий Александрович (2006—2007, 2010—2016)
- Игорь Филиштинский (2007—2008)
- Андрей Смирнов (2009—2010, 2016—2023)
- Александр Труш (2023—2024)
- Александр Горбатков (2024—н.в.)

## Известные игроки
В данном списке представлены волейболистки, выступавшие в разные годы за основной и дублирующий состав ВК «Липецк» («Магия», «Стинол», «Индезит», «Липецк-Индезит») и носящие звания заслуженного мастера спорта и мастера спорта международного класса, участники крупнейших международных официальных соревнований (Олимпийских игр, чемпионатов мира и Европы) в составе сборной России и других национальных сборных, чемпионки России. В скобках — годы выступлений за липецкую команду (основа и дубль).
| - Мария Бородакова (2001—2004) - Мария Брунцева (1996—2010) - Наталья Вдовина (2005—2006) - Виктория Гурова (2012—2013) - Анастасия Гуськова (2000—2010) - Любка Дебарлиева (2004—2006) - Светлана Дорсман (2019—2021) - Ирина Капустина (2014—2022) - Ольга Карпова (2001—2002) | - Оксана Ковальчук (2001—2004, 2008—2009) - Наталья Кроткова (Ходунова) (2006—2013) - Светлана Крючкова (2002—2007) - Юлия Кутюкова (2003—2010) - Ирина Лебедева (2009—2010) - Инна Матвеева (1999—2002) - Анна Матиенко (1999—2000) | - Юлия Меркулова (1999—2000) - Регина Мороз (2005—2009) - Ольга Прокопьева (1995—1996) - Вера Ветрова (2002—2009) - Алиса Шекелёва (2007—2008) - Кристина Ягубова (Бесман) (2019—2021) - Ева Янева (2004—2005) |

## Волейбольный клуб «Индезит»
ВК «Индезит» включал женскую волейбольную команду «Индезит». Президентом клуба с момента основания являлся Игорь Неклюдов.

## Волейбольный клуб «Липецк»
В 2017—2023 ВК «Липецк» включал женские волейбольные команды «Липецк» (до 2018 — «Липецк-Индезит»; до 2023 — суперлига, с 2023 — высшая лига «А» чемпионата России) и «Липецк»-2 (до 2018 — «Липецк-Индезит»-2; молодёжная лига). Генеральный директор клуба — Роман Пристовакин.

## Арены
С 2018 года домашней ареной ВК «Липецк» является спорткомплекс «Атлант», расположенный в селе Копцевы Хутора Липецкого района (в 6 км от Липецка). Открыт в том же году. Вместимость трибун игрового зала — 560 зрителей.

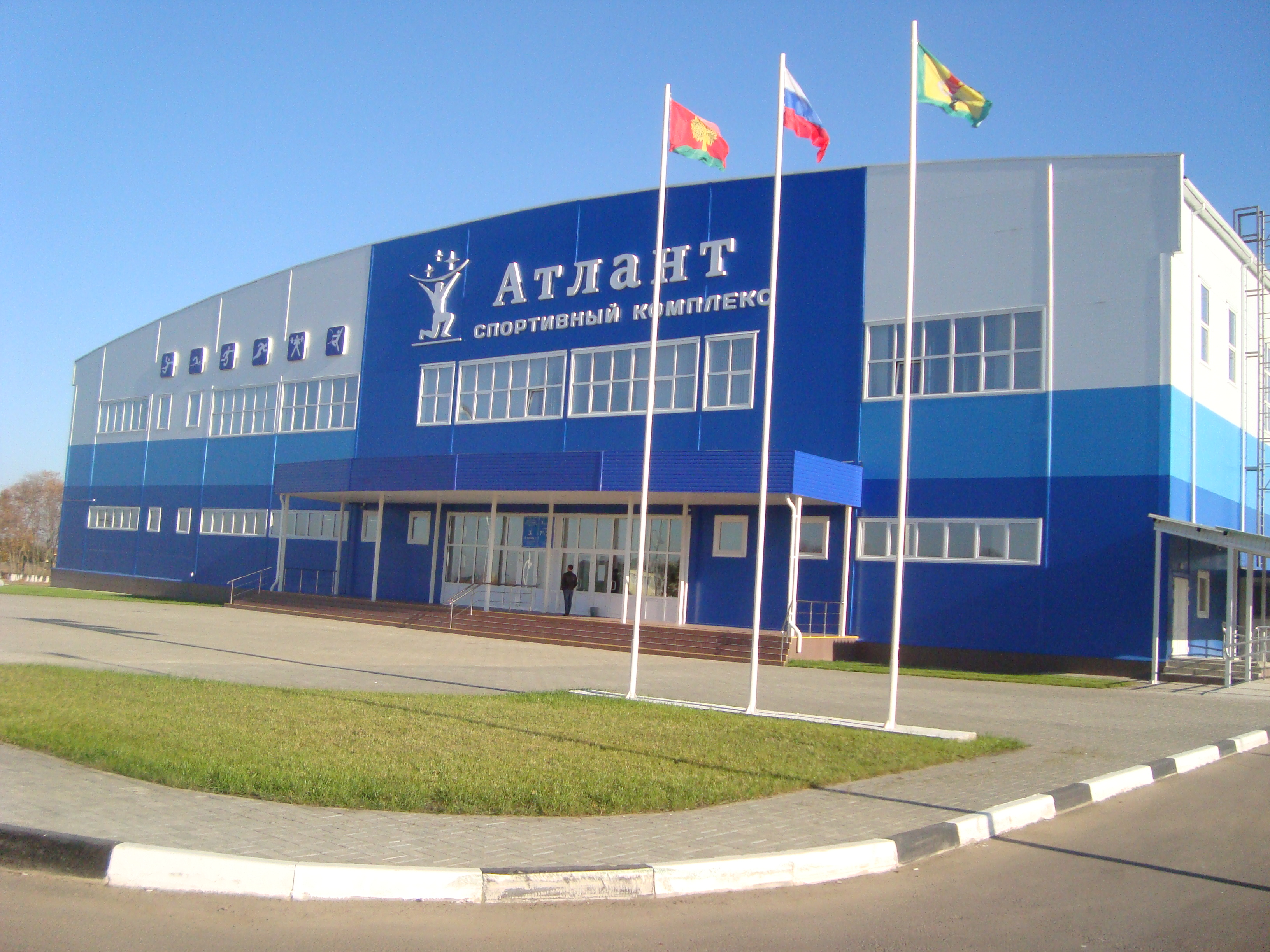
Спортивный комплекс «Атлант»
Игровой зал СК «Атлант»
Игровой зал СК «Атлант»

С 2003 года свои домашние матчи ВК «Индезит» проводил в спортивном комплексе Липецкого государственного технического университета (СК ЛГТУ) (адрес: Московская улица, 30). Первые матчи женской волейбольной суперлиги прошли здесь в январе 2002 года. Игровой зал СК ЛГТУ имеет одну стационарную трибуну (вместимость 250 человек). К матчам устанавливалась ещё разборная трибуна и два ряда кресел. Общая вместимость зала таким образом доходила до 800 человек.
До 2003 года домашней ареной ВК «Магия» и «Стинол» служил Дворец спорта «Юбилейный» (позже был снесён).
Тренировочной базой ВК «Индезит» служит филиал дворца спорта «Спартак» (адрес: улица Титова, 6/5). В сезоне 2013—2014 команда провела здесь ряд своих домашних матчей.

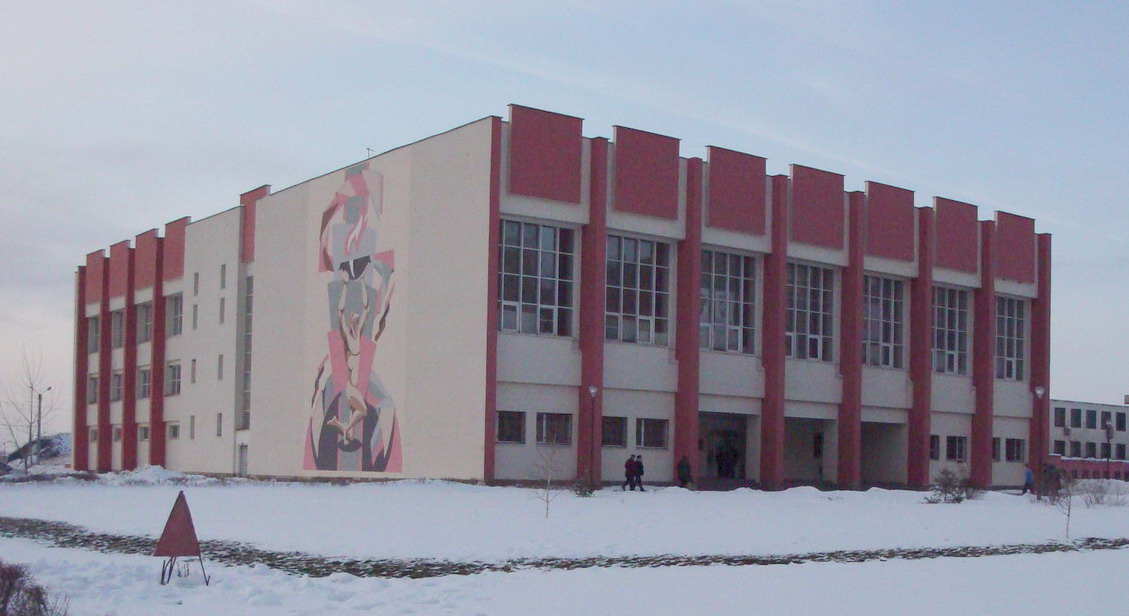
Спорткомплекс ЛГТУ
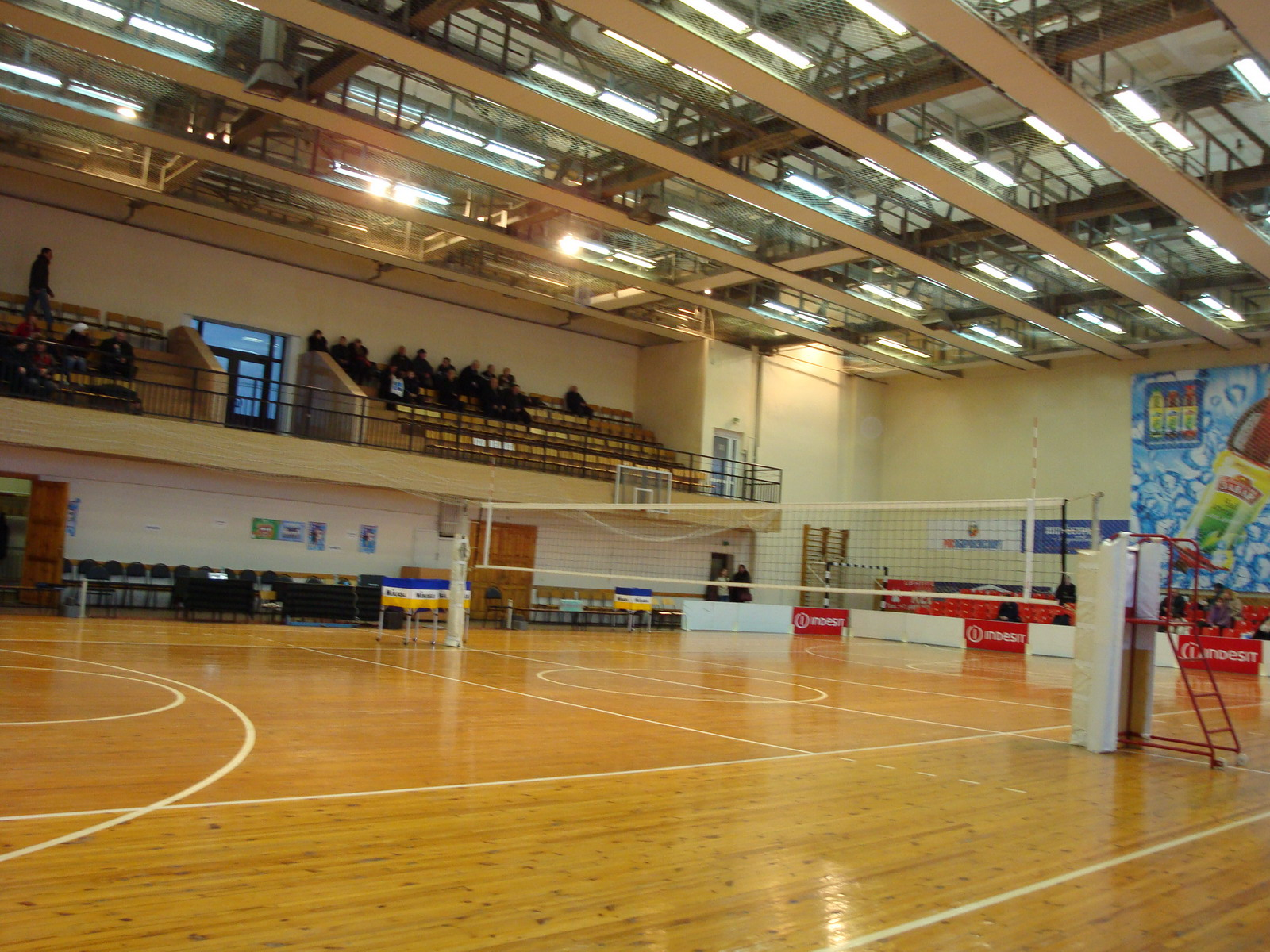
Игровой зал СК ЛГТУ

## Статистика
Всего на счету команды по состоянию на 28 апреля 2022 года 1045 официальных матчей (чемпионат и Кубок России, Кубок Победы, Кубок ЕКВ), из которых выиграно 593 и проиграно 452.
По итогам прошедших 27 сезонов больше всех матчей в рамках чемпионата России за липецкую команду провели А. Комарова (Щербакова) — 382, М.Брунцева (Маслакова) — 338, А. Сотникова — 296, А. Гуськова — 246, Л. Дробот — 229, А. Гулевская (Дзигалюк) — 216, И.Капустина — 204, М. Кутюкова — 187, Е. Кусиньш (Певцова) — 187, С.Тестяная — 173, Н.Налёткина (Богданова) — 172, Е. Куликова — 169, В.Самарина — 168, Ю. Суханова — 154 (данные по состоянию на 28 апреля 2022 г.).